# 科氏雀鯛
科氏雀鯛（學名：Pomacentrus colini），是輻鰭魚綱鱸形目雀鯛科雀鯛屬的其中一種，分布於中西太平洋巴布亞紐幾內亞南部海域，深度10至18公尺，體長可達7公分，棲息在近岸珊瑚礁、潟湖，以浮游生物為食，繁殖期時成對出現，雄魚會守護卵直到孵化，生活習性不明。